# Protapanteles operculinae
Protapanteles operculinae är en stekelart som först beskrevs av David Timmins Fullaway 1941. 
Protapanteles operculinae ingår i släktet Protapanteles och familjen bracksteklar. Inga underarter finns listade i Catalogue of Life.